# Doubravice (Strakonice)
Doubravice é uma comuna checa localizada na região da Boêmia do Sul, distrito de Strakonice.